# Schmiedefeld (Saalfeld)

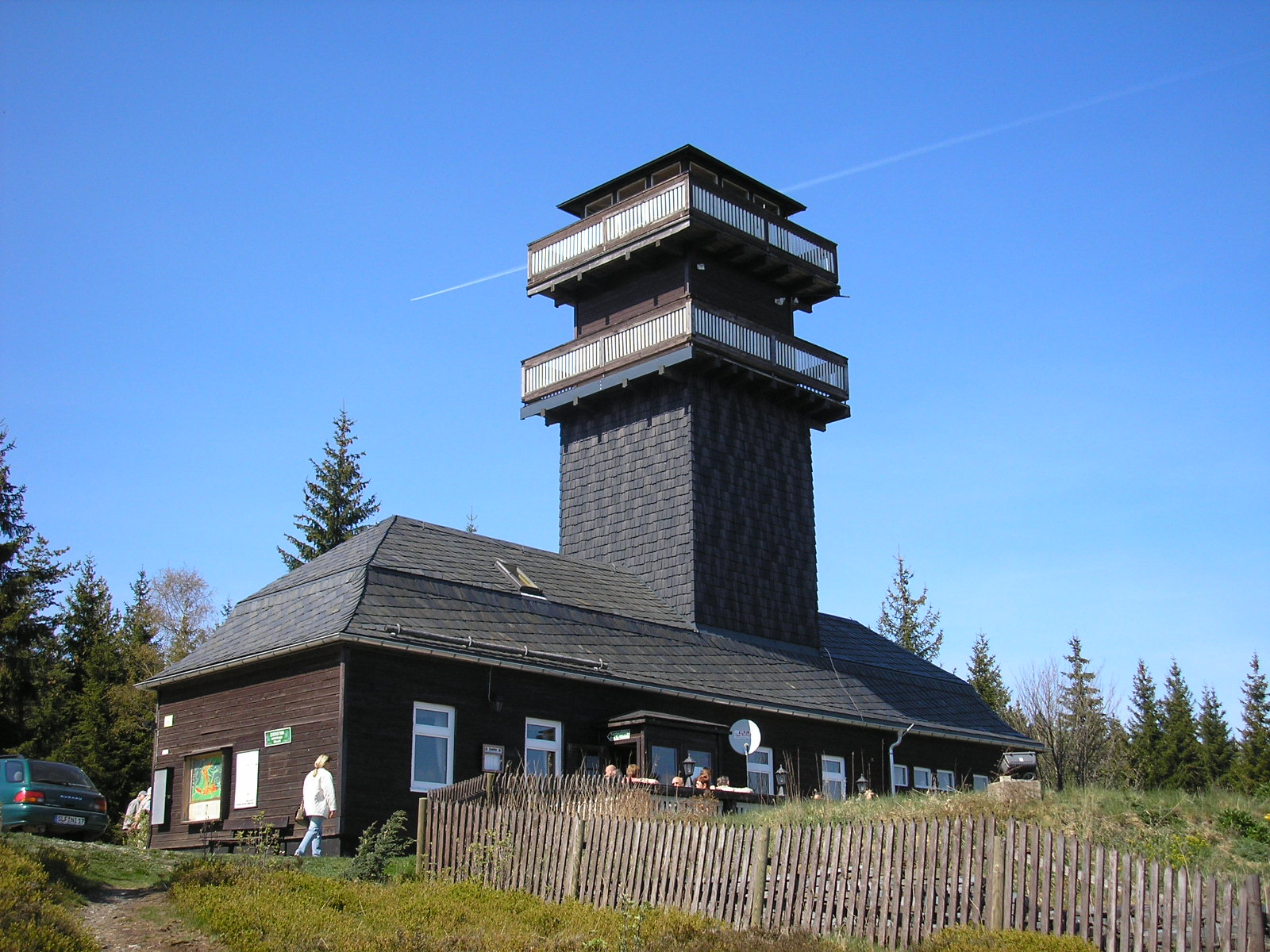
Leipziger Turm

Schmiedefeld ist ein Ortsteil der Kreisstadt Saalfeld/Saale im Landkreis Saalfeld-Rudolstadt in Thüringen (Deutschland).

## Geografie
Schmiedefeld liegt im Thüringer Schiefergebirge zwischen den Städten Saalfeld (nördlich) und Sonneberg (südlich) am südöstlichen Abhang des 802 Meter hohen Rauhhügels in etwa 700 Metern Höhe. Südöstlich des Ortes fällt die Landschaft weiter ab bis hinunter ins klammartige Tal des Geberbachs.

## Geschichte
Schmiedefeld wurde 1414 erstmals urkundlich erwähnt und gehörte ursprünglich den Grafen von Orlamünde. 1426 kam der Ort zum Haus Wettin an das Amt Gräfenthal. Von 1826 bis 1920 gehörte Schmiedefeld zum Herzogtum Sachsen-Meiningen (Kreis Saalfeld).
1898 erhielt der Ort in Taubenbach einen Eisenbahnanschluss an der Bahnstrecke Probstzella–Bock-Wallendorf, die später nach Neuhaus am Rennweg verlängert wurde.
1920 wurde das Land Thüringen gegründet und anschließend in Landkreise unterteilt, wobei der Ort zum Landkreis Saalfeld kam.
Während des Zweiten Weltkrieges mussten 110 Kriegsgefangene aus Polen und Frankreich Zwangsarbeit verrichten: in der Eisenerzgrube und an der Röstofenanlage.
Am 1. Juli 1950 wurde die bis dahin eigenständige Gemeinde Taubenbach eingegliedert.
Am 25. Juli 1952 wurde die Gemeinde Schmiedefeld dem Kreis Neuhaus zugeordnet. Seit 1994 gehört der Ort zum Landkreis Saalfeld-Rudolstadt.
Die Gemeinde Schmiedefeld wurde am 1. Januar 2019 in die Kreisstadt Saalfeld/Saale eingemeindet, zuvor gehörte sie der Verwaltungsgemeinschaft Lichtetal am Rennsteig an. Zur Gemeinde Schmiedefeld gehörte südlich vom Hauptort der Ortsteil Taubenbach.

## Politik

### Gemeinderat
Der Rat der Gemeinde Schmiedefeld bestand aus 8 Mitgliedern.
- CDU:  3 Sitze
- Feuerwehr: 5 Sitze

### Bürgermeister
Der ehrenamtliche Bürgermeister Ulrich Körner wurde 2016 gewählt.

### Wappen
Das Wappen wurde am 8. November 1991 genehmigt.
Blasonierung: „In Rot eine eingebogene goldene Spitze, belegt mit einem schwarzen, rotbewehrten Löwen, der von sechs roten Herzen umgeben ist, begleitet vorn von vier kreuzweise angeordneten silbernen Nägeln und hinten von einer bewurzelten silbernen Fichte.“

## Kirche
Die evangelische Kirchengemeinde Schmiedefeld gehört zum Kirchspiel Döschnitz-Lichte mit den Kirchengemeinden Döschnitz, Meura, Sitzendorf, Unterweißbach und Schwarzburg sowie Lichte-Wallendorf, Piesau und Schmiedefeld. Das Pfarrerehepaar Gerd und Esther Fröbel, eine Tochter Oskar Brüsewitz’, aus Döschnitz ist seit 2016 in den Kirchengemeinden Lichte-Wallendorf, Piesau und Schmiedefeld im Dienst.

## Kultur und Sehenswürdigkeiten
Siehe Liste der Kulturdenkmale in Saalfeld/Saale
- Michaeliskirche
- Kräuter- und Olitätenmuseum Beim Giftmischer[4]
- Schaubergwerk Morassina mit der Märchengrotte und dem Sankt-Barbara-Heilstollen.
- Tagebau Westfeld mit Bergbaulehrpfad
- Leipziger Turm zu Schmiedefeld mit zwei Aussichtsplattformen
- ein 1996 errichteter, 94 Meter hoher Sendeturm aus Stahlbeton der Deutschen Telekom AG (geografische Lage)

## Wirtschaft und Infrastruktur
Schmiedefeld war einst eine Siedlung von Bergarbeitern, da hier zahlreiche verschiedene Erze (Eisen, Kupfer, Gold) abbaubar waren. Eisenerz wurde seit 1663 abgebaut. Das Eisenerzbergwerk wurde 1888 von der Maximilianshütte Sulzbach-Rosenberg erworben. Ab 1948 erfolgte die Verstaatlichung und Umfirmierung in VEB Eisenerz/Maximilianshütte Unterwellenborn. Es wurde 1972 geschlossen.
In dem aus dem Eisenwerk der Erzgrube in Schmiedefeld 1974 hervorgegangenen VEB ISOKO Schmiedefeld wurden die Wohnanhänger QEK Junior hergestellt, die auf dem Schienenweg der Bahnstrecke Probstzella–Neuhaus am Rennweg ausgeliefert wurden.
Nach Schmiedefeld kam auch – wie im gesamten Schiefergebirge – die Glasindustrie mit dem VEB Schaumglaswerk Taubenbach als neuer Erwerbszweig hinzu. Heute lebt der Ort vor allem von verschiedener Kleinindustrie sowie dem Tourismus.

### Verkehrsanbindung
Schmiedefeld liegt an der Bundesstraße 281, die von Eisfeld und Neuhaus am Rennweg nach Saalfeld führt.
Der Ort hatte zwischen 1898 und 1998 einen Eisenbahnanschluss an der Bahnstrecke Probstzella–Neuhaus am Rennweg mit dem Bahnhof im Ortsteil Taubenbach.

## Persönlichkeiten
- Rudolf Möller (* 1881 in Schmiedefeld; † 1967 in Lörrach), Maler, Grafiker und Gymnasiallehrer
- Otto Möller (* 1883 in Schmiedefeld; † 1964 in Berlin), Maler, Grafiker und Hochschullehrer